# Voyage de noces (roman)
Voyage de noces est un roman de Patrick Modiano publié en 1990.

## Historique
Ce roman comble le manque que l'auteur éprouvait face à la disparition de Dora Bruder. « Je n'ai jamais cessé d'y penser durant des mois et des mois. [...] Il me semblait que je ne parviendrais jamais à retrouver la moindre trace de Dora Bruder. Alors le manque que j'éprouvais m'a poussé à l'écriture d'un roman, Voyage de noces ».

## Résumé
Voyage de noces présente Jean B., un homme de quarante ans, en voyage à Milan pendant le mois d'août et qui apprend qu'une Française a mis fin à ses jours dans un hôtel milanais. En s'intéressant de plus près à ce tragique destin, il découvre qu'il connaissait la femme en question. Il s'égare alors dans les souvenirs du passé. De retour à Paris, il organise sa propre disparition et décide de laisser ses proches pour repartir sur les traces d'Ingrid Teyrsen et de son mari Rigaud. La biographie d'Ingrid, qu'il avait entreprise, le ramène dans le passé, lorsque Ingrid et Rigaud fuyaient la guerre et s'étaient réfugiés dans un hôtel de la Côte d'Azur.

## Analyse
Voyage de noces est construit sur une quête d'identité, thème majeur présent dans toute l'œuvre de Patrick Modiano. Ce roman est étroitement lié à Dora Bruder. En effet, Ingrid Teyrsen est l'inspiration directe de la jeune juive Dora. Ingrid apparaît également dans un avis de recherche lancée par son père lorsqu'elle décide de le quitter en 1942 : « On recherche une jeune fille, Ingrid Teyrsen, seize ans, 1,60 m, visage ovale, yeux gris, manteau sport brun, pull-over bleu clair, jupe et chapeau beiges, chaussures sport noires. Adresser toutes indications à M. Teyrsen, 39 bis boulevard Ornano, Paris. » Contrairement à Dora Bruder, néanmoins, Ingrid est une fiction qui disparaît lorsque l'enquête de Patrick Modiano sur Dora Bruder aboutit en 1997.

## Personnages
Jean: le narrateur, explorateur blasé, il veut rompre avec sa vie actuelle et organise sa propre disparition.
Ingrid Teyrsen: fille d'un médecin juif, rêve de devenir danseuse.
Paul Rigaud: en fuite, fiancé d'Ingrid.
Annette: femme de Jean, elle est Danoise.
Ben Smidane: jeune amant d'Annette.
Philippe de Pacheco: homme du monde.
Le concierge du 20, boulevard Soult.
Le pompiste kabyle.

## Distinction
- Prix Relay 1990[3]